# Dendropsophus cruzi
Dendropsophus cruzi é uma espécie de anfíbio da família Hylidae. É endémica do Brasil. Os seus habitats naturais são: savanas áridas, savanas úmidas, pântanos, marismas de água doce, marismas intermitentes de água doce, pastagens, jardins rurais, lagoas, canais e valas. Está ameaçada de extinção por perda de habitat.